# Абрикосовский переулок
Абрико́совский переу́лок (до 1955 года — Второ́й Клини́ческий переу́лок) — переулок в Центральном административном округе города Москвы на территории района Хамовники. Расположен между Погодинской улицей и Большой Пироговской улицей. Его продолжением после Погодинской улицы является Малый Саввинский переулок. Нумерация домов ведётся от Погодинской улицы.

## Происхождение названия

Бюст А. И. Абрикосову

Современное название получил 1 июля 1955 года в честь академика А. И. Абрикосова (1875—1955) — основоположника отечественной теории и практики патологической анатомии, который долгое время работал в клиниках, находящихся в этом районе.

## История
Переулок возник в 1880-х годах при строительстве университетских клиник на Девичьем поле и получил название Второй Клинический переулок. Помимо него здесь также существовали Клиническая улица (в 1965 году переименована в улицу Еланского) и ныне упразднённый Первый Клинический переулок (продолжение Большого Саввинского переулка до Большой Пироговской улицы; сохранился в качестве внутриквартального проезда на территории 1-го МГМУ им. И. М. Сеченова).

## Здания и сооружения[3][4]
По нечётной стороне:
№ 1 — Здание патолого-анатомического корпуса 1-го Медицинского института. Перед зданием установлен памятник-бюст А. И. Абрикосову (1960, скульптор А. Г. Постол, архитектор Г. Г. Лебедев).
По чётной стороне:
№ 2 — кардиологический корпус ГУ РНЦХ им.академика Б. В. Петровского РАМН.

## Транспорт

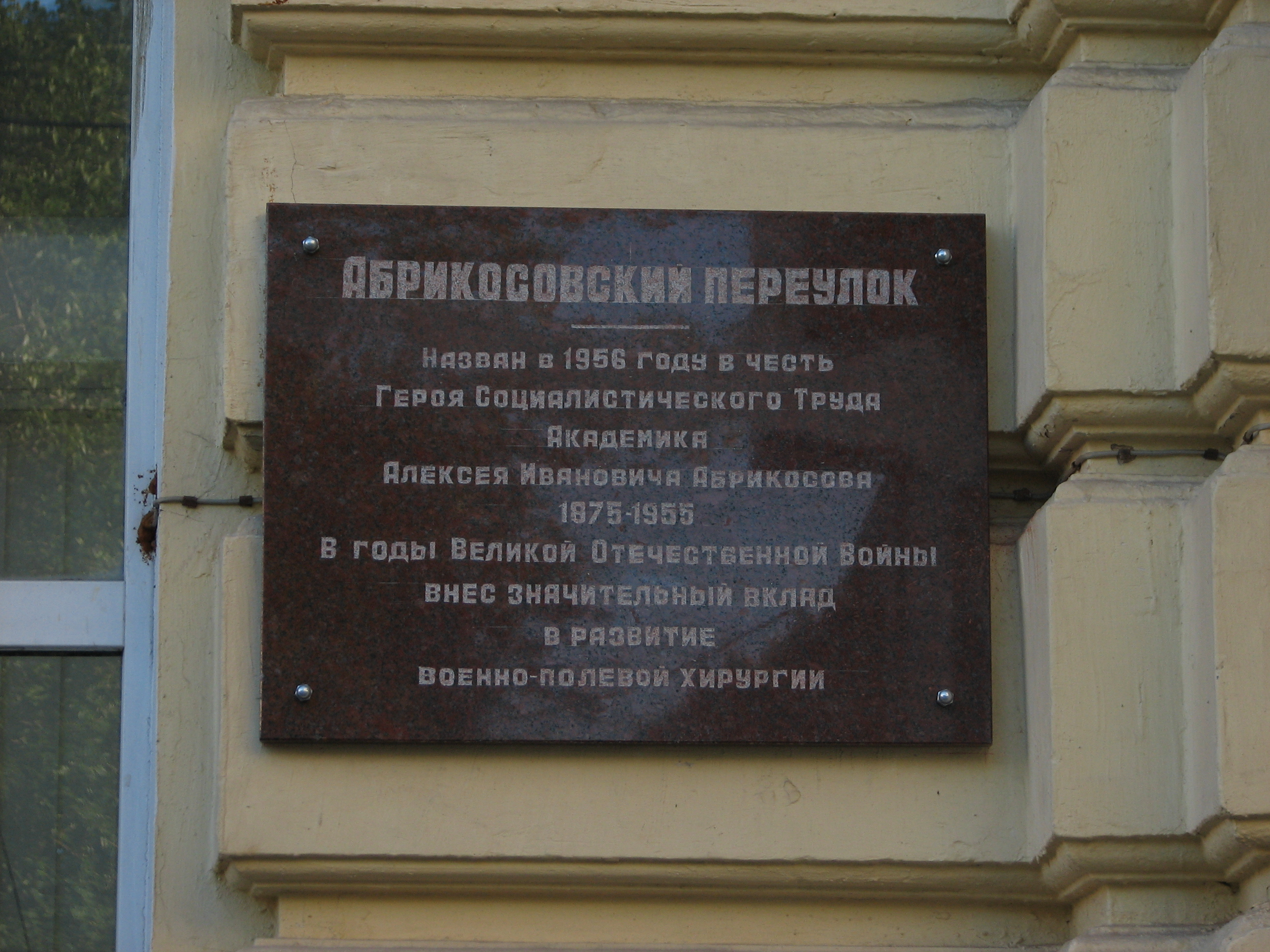
Памятная табличка на здании патолого-анатомического корпуса 1-го Медицинского института

На Большой Пироговской улице располагается одноимённая остановка общественного транспорта «Абрикосовский переулок». Через неё проходят маршруты автобуса:
| 220:  | Стадион «Лужники» • Спортивная • Смоленская • Смоленская • Улица Новый Арбат |
| м6:   | Стадион «Лужники» • Спортивная • Кропоткинская • Библиотека имени Ленина • Театральная площадь • Лубянка • Китай-город • Площадь Ильича • Москва-Товарная • Авиамоторная • Дангауэровка |
| с755: | Стадион «Лужники» • Лужники • Кропоткинская • Таганская • Калитники • Новохохловская |

«→» — остановки проходятся только при движении в прямом направлении; «←» — остановки проходятся только при движении в обратном направлении.